# Pleurozia curiosa
Pleurozia curiosa är en bladmossart som beskrevs av B.M.Thiers. Pleurozia curiosa ingår i släktet Pleurozia och familjen Pleuroziaceae.
Artens utbredningsområde är Nya Kaledonien. Inga underarter finns listade i Catalogue of Life.